# Paoletta Magoni
Paoletta Magoni-Sforza (* 14. September 1964 in Selvino) ist eine ehemalige italienische Skirennläuferin. Ihre Spezialdisziplin war der Slalom.

## Biografie
Ihren ersten großen Erfolg feierte die damals 15-jährige als sie 1980 Italienische Meisterin in der Kombination wurde. Im selben Jahr gewann sie bei den Junioreneuropameisterschaften 1980 die Bronzemedaille in der Abfahrt. Im nächsten Jahr wurde sie bei den Junioreneuropameisterschaften 1981 Zweite im Slalom. Bei den Juniorenweltmeisterschaften 1982 erreichte Magoni im Slalom, im Riesenslalom und in der Abfahrt Platzierungen unter den besten neun und sicherte sich damit den Sieg in der Kombinationswertung. Einen Monat zuvor nahm sie bereits bei den Weltmeisterschaften in Schladming teil, erreichte dort aber nur den 29. Rang in der Abfahrt. Im Weltcup fuhr sie am 10. Dezember 1982 erstmals unter die besten zehn, bestes Saisonresultat wurde der sechste Platz in Piancavallo am 17. Dezember 1982. Dieses Ergebnis konnte sie am 23. Januar 1984 in Limone Piemonte wiederholen.
Der größte Erfolg ihrer Karriere gelang Magoni völlig unerwartet bei den Olympischen Winterspielen 1984 in Sarajevo: Die 19-Jährige gewann vor der Französin Perrine Pelen und Ursula Konzett aus Liechtenstein überlegen die Goldmedaille im Slalom. Am 14. Januar 1985 feierte die Italienerin im Slalom von Pfronten ihren einzigen Weltcupsieg. Einen Monat später gewann sie bei den Weltmeisterschaften 1985 in Bormio die Bronzemedaille im Slalom. Bei den Weltmeisterschaften 1987 in Crans-Montana belegte sie nur den 24. Rang im Riesenslalom, im Slalom fiel sie bereits im ersten Durchgang aus. Bei den Olympischen Winterspielen 1988 in Calgary erreichte sie den siebenten Platz im Slalom, wenig später beendete sie ihre Karriere.
Ihr älterer Bruder ist der Skitrainer Livio, ihr jüngerer Bruder der Fußballspieler Oscar Magoni.

## Erfolge

### Olympische Winterspiele
- Sarajevo 1984: 1. Slalom, 32. Riesenslalom
- Calgary 1988: 7. Slalom

### Weltmeisterschaften
- Schladming 1982: 29. Abfahrt
- Bormio 1985: 3. Slalom
- Crans-Montana 1987: 24. Riesenslalom

### Weltcup
- Drei Podestplätze, davon ein Sieg (Slalom in Pfronten am 14. Januar 1985)

### Juniorenweltmeisterschaften und -europameisterschaften
- Madonna di Campiglio 1980: 3. Abfahrt
- Škofja Loka 1981: 2. Slalom
- Auron 1982: 1. Kombination, 5. Slalom, 7. Riesenslalom, 9. Abfahrt

### Italienische Meisterschaften
Paoletta Magoni ist fünffache italienische Meisterin:
- Slalom (4): 1984, 1985, 1987, 1988
- Kombination (1): 1980